# 12697 Верхарн
12697 Верхарн (12697 Verhaeren) — астероїд головного поясу, відкритий 26 вересня 1989 року.
Тіссеранів параметр щодо Юпітера — 3,289.
Названо на честь Еміля Верхарна (фр. Émile Verhaeren, 1855 — 1916) — бельгійського письменника.